# Filiberta di Savoia
Filiberta di Savoia (1498 – Virieu, 4 aprile 1524) è stata una nobildonna appartenente a Casa Savoia che divenne de facto signora consorte di Firenze e duchessa consorte di Nemours come moglie di Giuliano de' Medici.

## Biografia

### Infanzia
Nata Marchesa del Gex e signora di Fossano dal 1515, ebbe vari altri feudi: Malaval nel 1516, poi Bridiers, Thors, Fletz e Chasey, e nel 1521 Poncin e Cerdon. Era la decima figlia di Filippo II di Savoia, la sesta con Claudina di Brosse

### Matrimonio
Nel 1515 sposò Giuliano de' Medici Duca di Nemours, figlio di Lorenzo il Magnifico e fratello di papa Leone X, in un'ottica di avvicinamento papale della sua casata. Essa oltretutto era una sposa di altissimo lignaggio, zia del re di Francia Francesco I, poiché sorella di sua madre, Luisa di Savoia, e l'unione con Giuliano portava anche grande lustro alla casata dei Medici: fu infatti la prima delle parentele con i sovrani francesi (alla quale seguirono innanzitutto ben due regine di Francia, Caterina e Maria). Le nozze avvennero in due tempi: il 25 gennaio a Parigi, alla corte del re di Francia, che aveva concesso il titolo nobiliare al marito, e il 22 febbraio di nuovo all'arrivo degli sposi a Firenze.

### Vedovanza e ultimi anni
Appena un anno e un mese dopo le nozze, suo marito, a 37 anni, moriva per via di malattie ereditate dal padre, senza che i due avessero concepito alcun figlio.
Rimase comunque per un po' a Firenze e anche grazie alla sua intercessione verso la corte francese, fece sposare nel 1518 al nipote di suo marito, il duca d'Urbino Lorenzo de' Medici, una nobildonna francese di altissimo lignaggio, Madeleine de la Tour d'Auvergne. 
Tornò poi dai suoi parenti in Piemonte.

## Ascendenza
|                       |                      |                        | Genitori                        |  |  | Nonni |  |  | Bisnonni          |  |  | Trisnonni            |  |
|                       |                      |                        |                                 |  |  |       |  |  | Antipapa Felice V |  |  | Amedeo VII di Savoia |  |
|                       |                      |                        |                                 |  |  |       |  |  | Antipapa Felice V |  |  | Amedeo VII di Savoia |  |
|                       |                      | Bona di Berry          |                                 |  |  |       |  |  | Antipapa Felice V |  |  |                      |  |
| Ludovico di Savoia    |                      |                        |                                 |  |  |       |  |  | Antipapa Felice V |  |  |                      |  |
|                       |                      | Maria di Borgogna      | Filippo II di Borgogna          |  |  |       |  |  |                   |  |  |                      |  |
|                       |                      | Maria di Borgogna      | Filippo II di Borgogna          |  |  |       |  |  |                   |  |  |                      |  |
|                       |                      | Maria di Borgogna      | Margherita III delle Fiandre    |  |  |       |  |  |                   |  |  |                      |  |
| Filippo II di Savoia  |                      | Maria di Borgogna      |                                 |  |  |       |  |  |                   |  |  |                      |  |
|                       |                      | Giano di Lusignano     | Giacomo I di Cipro              |  |  |       |  |  |                   |  |  |                      |  |
|                       |                      | Giano di Lusignano     | Giacomo I di Cipro              |  |  |       |  |  |                   |  |  |                      |  |
|                       |                      | Giano di Lusignano     | Helvis di Brunswick-Grubenhagen |  |  |       |  |  |                   |  |  |                      |  |
| Anna di Lusignano     |                      | Giano di Lusignano     |                                 |  |  |       |  |  |                   |  |  |                      |  |
|                       |                      | Carlotta di Borbone    | Giovanni I di Borbone-La Marche |  |  |       |  |  |                   |  |  |                      |  |
|                       |                      | Carlotta di Borbone    | Giovanni I di Borbone-La Marche |  |  |       |  |  |                   |  |  |                      |  |
|                       |                      | Carlotta di Borbone    | Caterina di Vendôme             |  |  |       |  |  |                   |  |  |                      |  |
| Filiberta di Savoia   |                      | Carlotta di Borbone    |                                 |  |  |       |  |  |                   |  |  |                      |  |
|                       | Giovanni I di Brosse | Pietro di Bretagna     |                                 |  |  |       |  |  |                   |  |  |                      |  |
|                       | Giovanni I di Brosse | Pietro di Bretagna     |                                 |  |  |       |  |  |                   |  |  |                      |  |
|                       | Giovanni I di Brosse | Marguerite de Malleval |                                 |  |  |       |  |  |                   |  |  |                      |  |
| Giovanni II di Brosse | Giovanni I di Brosse |                        |                                 |  |  |       |  |  |                   |  |  |                      |  |
|                       |                      | Giovanna di Naillac    | Guillame de Naillac             |  |  |       |  |  |                   |  |  |                      |  |
|                       |                      | Giovanna di Naillac    | Guillame de Naillac             |  |  |       |  |  |                   |  |  |                      |  |
|                       |                      | Giovanna di Naillac    | Jeanne Turpin                   |  |  |       |  |  |                   |  |  |                      |  |
| Claudina di Brosse    |                      | Giovanna di Naillac    |                                 |  |  |       |  |  |                   |  |  |                      |  |
|                       |                      | Carlo di Châtillon     | Giovanni I di Châtillon         |  |  |       |  |  |                   |  |  |                      |  |
|                       |                      | Carlo di Châtillon     | Giovanni I di Châtillon         |  |  |       |  |  |                   |  |  |                      |  |
|                       |                      | Carlo di Châtillon     | Marguerite de Clisson           |  |  |       |  |  |                   |  |  |                      |  |
| Nicole de Châtillon   |                      | Carlo di Châtillon     |                                 |  |  |       |  |  |                   |  |  |                      |  |
|                       |                      | Isabeau de Vivonne     | Savary V de Vivonne             |  |  |       |  |  |                   |  |  |                      |  |
|                       |                      | Isabeau de Vivonne     | Savary V de Vivonne             |  |  |       |  |  |                   |  |  |                      |  |
|                       |                      | Isabeau de Vivonne     | Jeanne d'Aspremont              |  |  |       |  |  |                   |  |  |                      |  |
|                       |                      | Isabeau de Vivonne     |                                 |  |  |       |  |  |                   |  |  |                      |  |